# 3011 Chongqing
Bản mẫu:Sources
3011 Chongqing (1978 WM14) là một tiểu hành tinh nằm phía ngoài của vành đai chính được phát hiện ngày 16 tháng 11 năm 1978 bởi Đài thiên văn Tử Kim Sơn ở Nanking.